# Epitaph für Eberhard von Hürnheim und Anna von Hohenrechberg

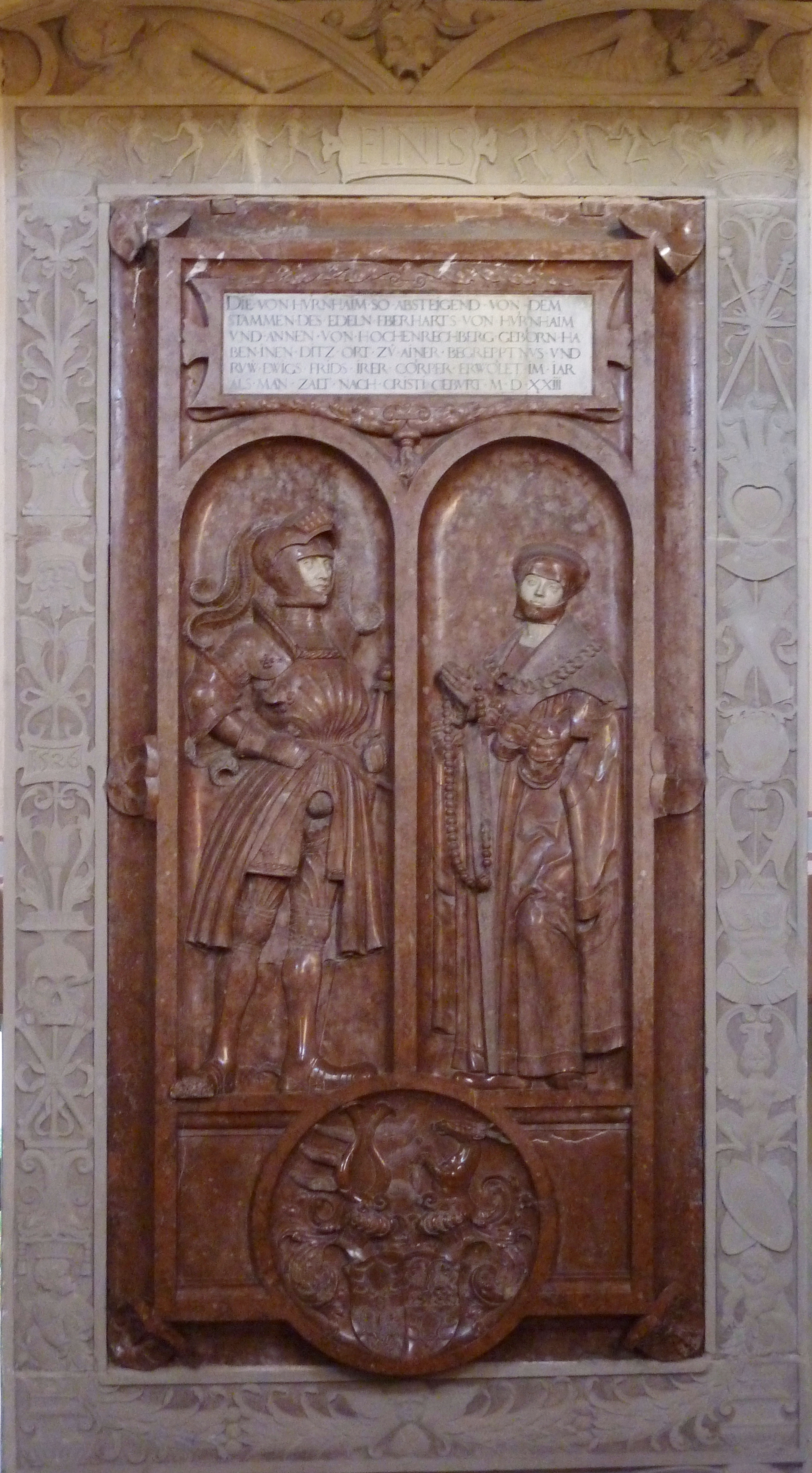
Epitaph für Eberhard von Hürnheim und Anna von Hohenrechberg

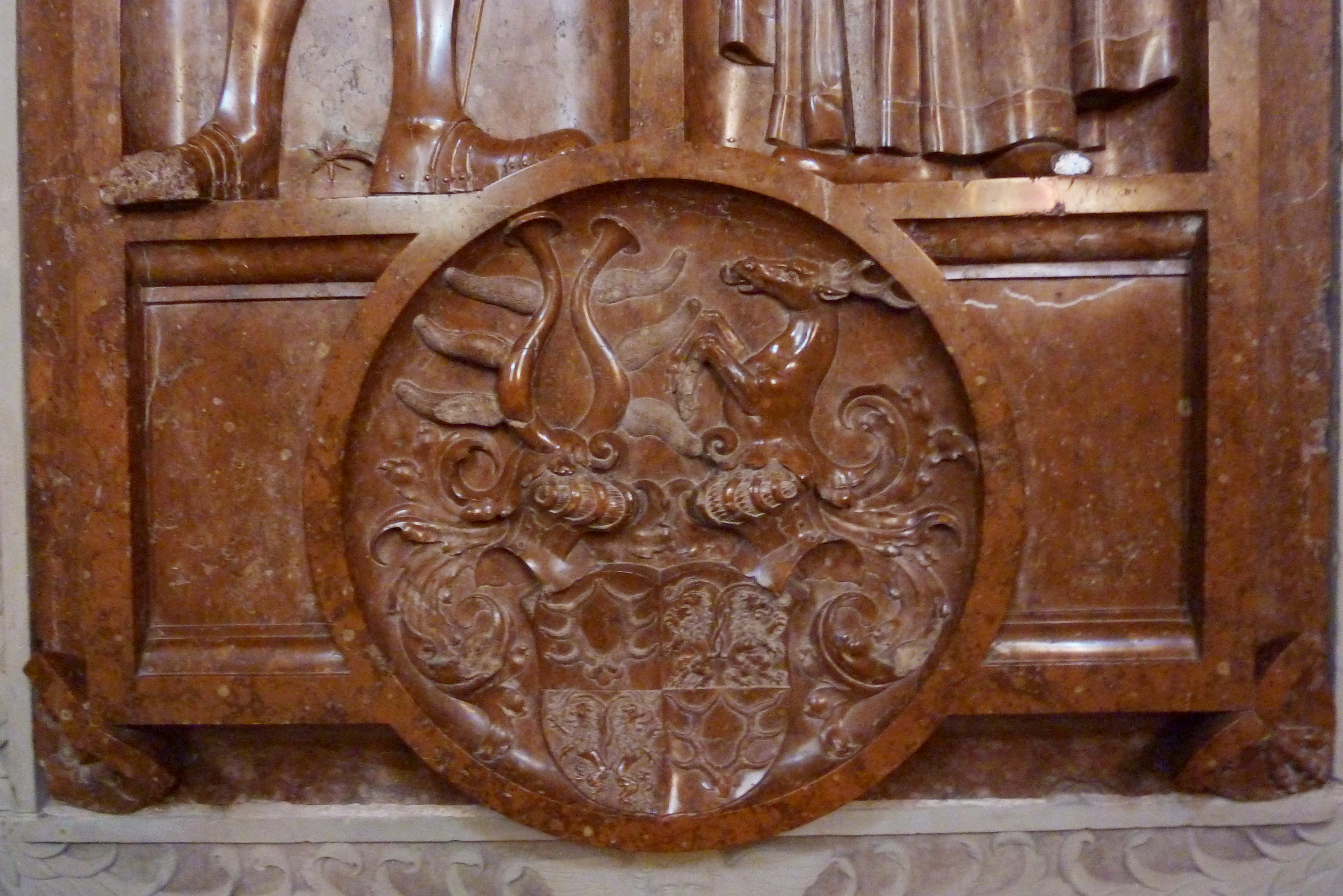
Allianzwappen der Familien Hürnheim und Rechberg

Das Epitaph für Eberhard von Hürnheim und Anna von Hohenrechberg befindet sich in der Gruftkapelle der katholischen Pfarrkirche Mariä Himmelfahrt in Hochaltingen, einem Ortsteil von Fremdingen im Landkreis Donau-Ries in Bayern. Das Epitaph ist ein Teil der als Baudenkmal geschützten Kirchenausstattung.

## Beschreibung
Das Renaissance-Epitaph von 1526 für Eberhard von Hürnheim († 1483) und seine Gemahlin Anna von Rechberg besteht aus einer Rotmarmorplatte mit überlebensgroßen Figuren in doppelter flacher Rundbogennische. Die Inschrift über den Figuren lautet: „DIE VON HVERNHAIM SO ABSTEIGEND VON DEM STAMMEN DES EDLEN EBERHARTS VON HVERNHEIM VND ANNEN VON HOCHENRECHBERG GEBORN HABEN INEN DITZ ORT ZV AINER BEGREPPTNVS VND RVW EWIGS FRIDS IRER COERPER ERWOELET IM JAR ALS MAN ZALT NACH CHRISTI GEBVURT MDXXII.“
Zu Füßen der Figuren, deren Gesichter aus Alabaster bestehen, ist ein Allianzwappen zu sehen. Die Marmorplatte ist in einen grauen Sandsteinrahmen eingefasst, der mit Ornamenten in Form von Grotesken, Trophäen u. a. geschmückt ist. Dazwischen sind Putten und Totenköpfe zu sehen. Den oberen Abschluss bilden zwei liegende Totengerippe und ein Totentanz. Seitlich ist die Jahreszahl „1526“ angebracht.

## Nachfahren der Personen
Die Verstorbenen sind die Großeltern des Eichstätter Bischofs Eberhard II. von Hirnheim (1494–1560) und dessen Bruder Johann Sebastian von Hirnheim († 1555), Richter am Reichskammergericht zu Speyer.